# 9-я смешанная авиационная дивизия
9-я смешанная авиационная дивизия — формирование (соединение, смешанная авиационная дивизия) армейской авиации ВВС РККА Вооружённых Сил СССР, в Великой Отечественной войне.
Сокращённое наименование, в служебных (рабочих) документах, — 9 сад.

## История
Смешанная авиадивизия сформирована, в связи с мероприятиями строительства вооружённых сил Союза, в августе 1940 года, на основании Постановления Совета Народных Комиссаров (СНК) № 1344-524сс, от 25 июля 1940 года, в составе Авиация ЗОВО, которая состояла из: — смешанных авиадивизий (армейская авиация); — бомбардировочных и истребительных дивизий и отдельных разведывательных полков (фронтовая авиация); — корпусных авиационных эскадрилий (войсковая авиация).
На 22 июня 1941 года управление авиадивизии базировалось в Белостоке (в обширном лесном районе юго-западнее города, Аэродром № 253), полки базировались на аэродромах Рось (Россь) (Аэродром № 360), Бельск (Аэродром № 169), Заблудов (Аэродром № 117), Ломжа. В дивизии насчитывалось 429 самолётов типов МиГ-1, МиГ-3, И-16, И-15, И-153, СБ, Пе-2, Ар-2, из них 74 неисправных.
В составе действующей армии с 22 июня по 25 июня 1941 года.
Дивизия, одна из лучших (по результатам предвоенных инспекторских проверок), одной из первой была укомплектована самолётами МиГ, новая техника начала поступать в полки в апреле — мае 1941 года, по разным данным на начало войны в составе дивизии было от 232 до 267 самолётов этой марки, при этом старые самолёты ещё не были переданы в другие части. Личный состав дивизии осваивал новые самолёты: из 256 боеготовых лётчиков (экипажей) 110 переучивались на новый тип.

«… 9-я смешанная авиационная дивизия к началу войны получила 262 самолёта МиГ-1 и МиГ-3 и приступила к их освоению. Всего было на „мигах“ выпущено до 140 лётчиков и продолжался выпуск остальных. На новых самолётах производились только аэродромные полёты и отстрел пулемётов в воздухе. Материальная часть к началу войны была не освоена…»— Отчёт командующего ВВС фронта Науменко.
22 июня 1941 года полки дивизии попали под сильные авианалёты, а местами и под огонь наземных войск. Потери полков дивизии, находящихся в Белостокском выступе, были огромны. Тем не менее, полки дивизии совершали в таких условиях боевые вылеты и сбили по разным оценкам 6 — 10 самолётов противника. По некоторым сведениям, к концу дня 22 июня 1941 года из более чем 400 самолётов в дивизии оставалось всего 62. В другом источнике сказано что 9-я смешанная авиадивизия в первый день войны из 409 своих самолётов потеряла (преимущественно на земле) 347, и осталось у неё 62. На следующий день дивизия понесла дополнительные потери, и её командир генерал-майор авиации С. А. Черных, тоже «испанец», послал телеграмму командующему ВВС Западного фронта, которым был генерал-майор авиации А. И. Таюрский. В телеграмме было сказано: «Все самолёты разбиты. Прошу указаний»..
Уже 23 июня 1941 года было принято решение об отводе 9 сад в тыл на восстановление, но 25 июня 1941 года управление дивизии было расформировано (что не верно, так как в этот день ещё в составе ДАФ). Таким образом, 9-я смешанная авиационная дивизия стала едва ли не первым соединением вооружённых сил СССР, расформированных в ходе войны.
По некоторым сведениям 21 августа 1941 года авиадивизия (управление дивизии) было обращено на сформирование 1-й резервной авиационной группы.

## Состав (модели ЛА) — дислокация

### на 30.05.1941
На 30 мая 1941 года 9 сад состояла из:
- Управление дивизии, Штат № 15/11, — Белосток;
- Военная прокуратура, Штат № 15/49, — Белосток;
- 3-е отделение, — Белосток;
- 3-й химический взвод, Штат № 15/113-А, — Россь;
- 13-й СБ (скоростной бомбардировочный) легко-бомбардировочный авиационный полк, Штат № 15/19, — Россь;
- 41-й истребительный авиационный полк, Штат № 15/21, — Белосток;
- 124-й истребительный авиационный полк, Штат № 15/21 — Ломжа;
- 126-й истребительный авиационный полк, Штат № 15/21, — Бельск;
- 129-й истребительный авиационный полк, Штат № 15/21, — Заблудово.

### 22.06.1941
- управление (штаб) — Белосток[1], Аэродром № 253;
- 41-й истребительный авиационный полк (МиГ-3, МиГ-1, И-15, И-16) — Ломжа, 25 июня 1941 года, передан в состав 43-й истребительной авиационной дивизии;
- 124-й истребительный авиационный полк (МиГ-3, И-16) — Лапы, Аэродром № 202;
- 126-й истребительный авиационный полк (МиГ-3, И-16) — Долубово;
- 129-й истребительный авиационный полк (МиГ-3, И-153), командир капитан Ю. М. Беркаль — район Остров Мазовецка, аэродром Тарново, позже 5-й гвардейский истребительный авиационный полк;
- 13-й бомбардировочный авиационный полк (СБ, Ар-2, Пе-2) — Белосток[1], Рось (Россь), Аэродром № 360, который одним из первых в советских ВВС освоил бомбометание с пикирования[8];

В распоряжении командования 9 сад было 4 основных (Белосток, Бельск, Заблудово, Рось) и 21 оперативный (полевой, Себурчин (50 км), Высоке-Мазовецк (45 км), Долубово (22 км), Тарново о других данных пока нет) аэродром.
К 9 сад был придан Гарнизонный узел связи № 62, Штат № 15/999-Г, — Белосток.

## В составе
| Дата               | Фронт (округ)                 | Армия      | Корпус | Примечания |
| ------------------ | ----------------------------- | ---------- | ------ | ---------- |
| до 22.06.1941 года | Западный особый военный округ | 10-я армия | —      | —          |
| 22.06.1941 года    | Западный фронт                | 10-я армия | —      | —          |

## Командиры
- С. А. Черных, генерал-майор (08.08.1940 — 1941), арестован 8 июля, 16 октября 1941 года расстрелян после расследования и суда. Реабилитирован в 1958 году.